# Ballester (Santa Cruz de Tenerife)
Ballester es un barrio de la ciudad de Santa Cruz de Tenerife (Canarias, España), que se encuadra administrativamente dentro del distrito de Ofra-Costa Sur. 
A menudo se conoce a esta zona como Vuelta de los Pájaros, nombre de una de las urbanizaciones del barrio, que se suele aplicar a todo el conjunto.

## Características
El barrio se encuentra a 5 kilómetros del centro municipal, a una altitud media de 176 m s. n. m., y ocupa una superficie de 0,23 km².
Aquí se concentran numerosos y diversos centros educativos: el Conservatorio Superior de Música, la Facultad de Bellas Artes de la Universidad de La Laguna, la Escuela de Arte Fernando Estévez, el Centro de Estudios a Distancia Mercedes Pinto, la Escuela de Actores de Canarias, el Colegio Francés Jules Verne y el colegio Veritas M. M. Dominicas.

## Demografía
| 2005  | 2006 | 2007 | 2008 | 2009 | 2010 |
| ----- | ---- | ---- | ---- | ---- | ---- |
| 2.061 | 872  | 867  | 850  | 839  | 847  |

## Transportes
En el barrio se encuentra la parada de la línea 1 del Tranvía de Tenerife denominada Conservatorio.
| Línea | Origen      | Destino    |
| ----- | ----------- | ---------- |
|       | La Trinidad | Santa Cruz |

En guagua queda conectado mediante las siguientes líneas de Titsa: 
| Línea | Trayecto                                                                             | Recorrido |
| ----- | ------------------------------------------------------------------------------------ | --------- |
| 014   | Santa Cruz - La Laguna (por La Cuesta)                                               | Recorrido |
| 228   | Santa Cruz - Los Campitos (por La Cuesta)                                            | Recorrido |
| 904   | Plaza Weyler - Puente Zurita - Bº La Salud - Vuelta Los Pájaros - Ofra - Las Retamas | Recorrido |
| 906   | Intercambiador - Añaza - Santa María del Mar - Taco - Intercambiador                 | Recorrido |
| 908   | Intercambiador - Barrio de Ofra - Las Retamas - Intercambiador                       | Recorrido |

## Lugares de interés
- Conservatorio Profesional de Música de Santa Cruz de Tenerife
- C.E.A.D Mercedes Pinto (Centro de Educación a Distancia de Santa Cruz de Tenerife)